# 黑頦箭天竺鯛
黑頦箭天竺鯛（學名：Rhabdamia nigrimentum），為輻鰭魚綱鈎頭魚目天竺鯛科箭天竺鯛屬下的一個種，分布於西印度洋紅海至亞丁灣海域，深度6至12公尺，本魚體延長且側扁，頭大、眼大、口大且斜裂，體被弱櫛鱗，體色透明帶淺米白色，體中央有一條黑色縱帶，腹部帶有藍色金屬光澤，吻尖黑色，體長可達5.5公分，棲息珊瑚礁區，夜間活動，屬肉食性，繁殖期時，雄魚具有口孵習性，卵約7日化成仔魚，由雄魚吐出，具短暫的仔魚飄浮期，生活習性不明。